# 199696 Kemenesi
199696 Kemenesi è un asteroide della fascia principale. Scoperto nel 2006, presenta un'orbita caratterizzata da un semiasse maggiore pari a 3,0977538 au e da un'eccentricità di 0,1470889, inclinata di 12,38756° rispetto all'eclittica.